# Maalvliet De Pleyt
Maalvliet De Pleyt of Maaltocht De Pleyt of De Vliet is de naam van een hoofdwatergang in Willeskop dat door Gemaal De Pleyt wordt gebruikt om water vanuit de Lopikerwaard naar de Hollandse IJssel te pompen. Vliet is Oudnederlands voor (kleine) waterloop.
In februari 2006 is er tussen de Hollandse IJssel en Maalvliet De Pleyt een kano-pad aangelegd.

## Trivia
- Langhuisboerderij Ojerslust ligt aan dit water.

## Afbeeldingen

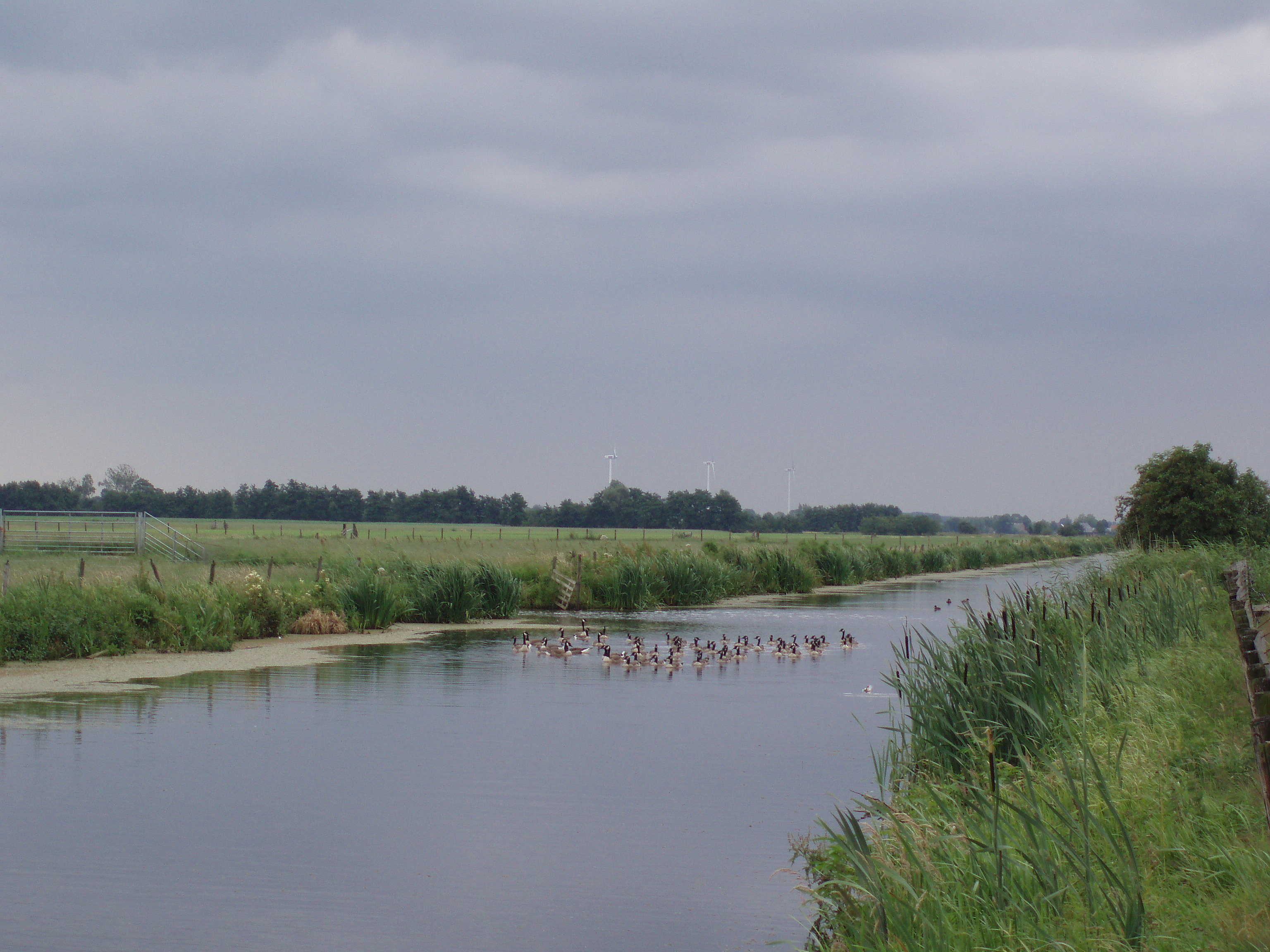
Zomer
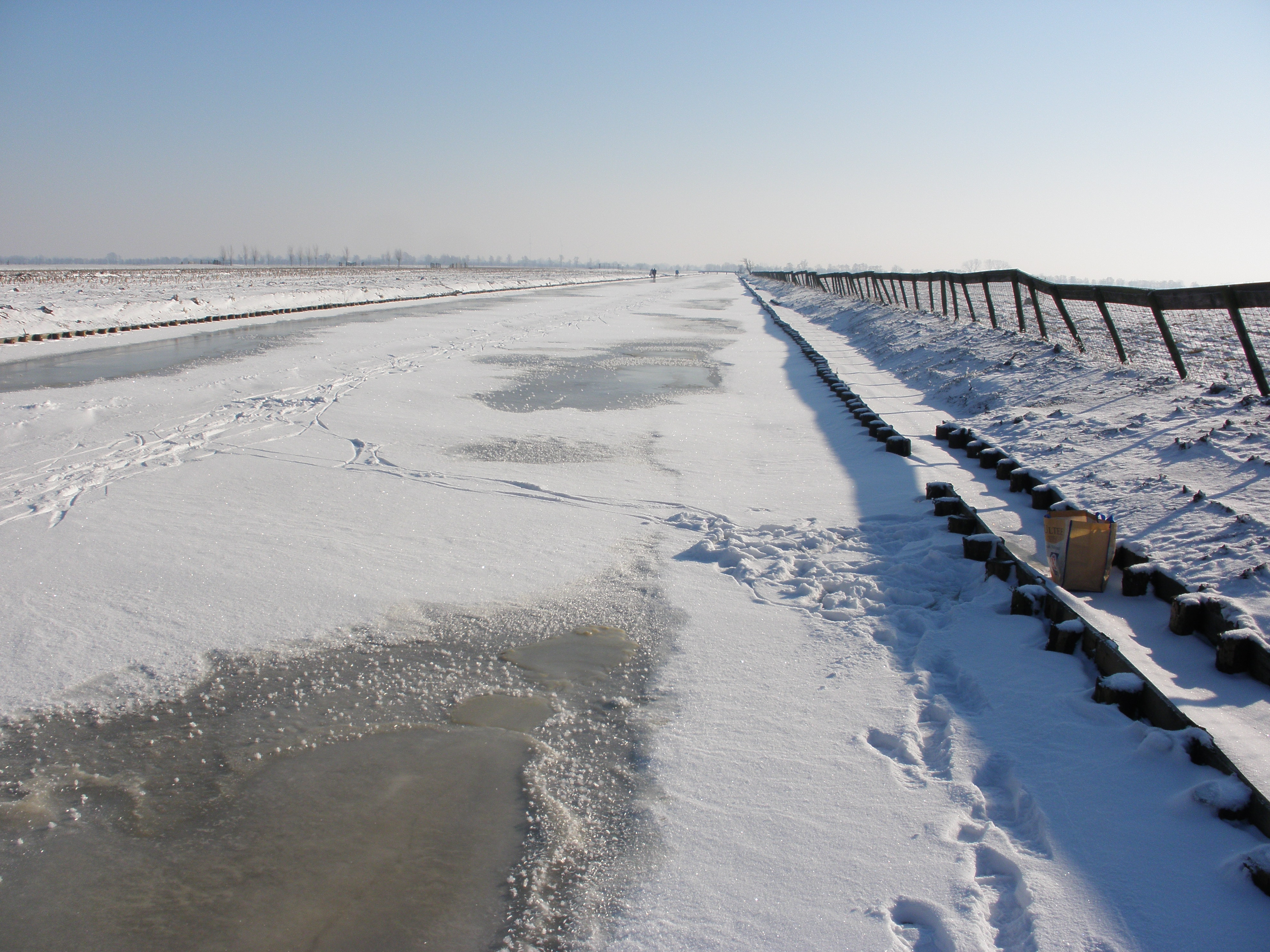
Winter